# Museum für den Chinesischen Stör

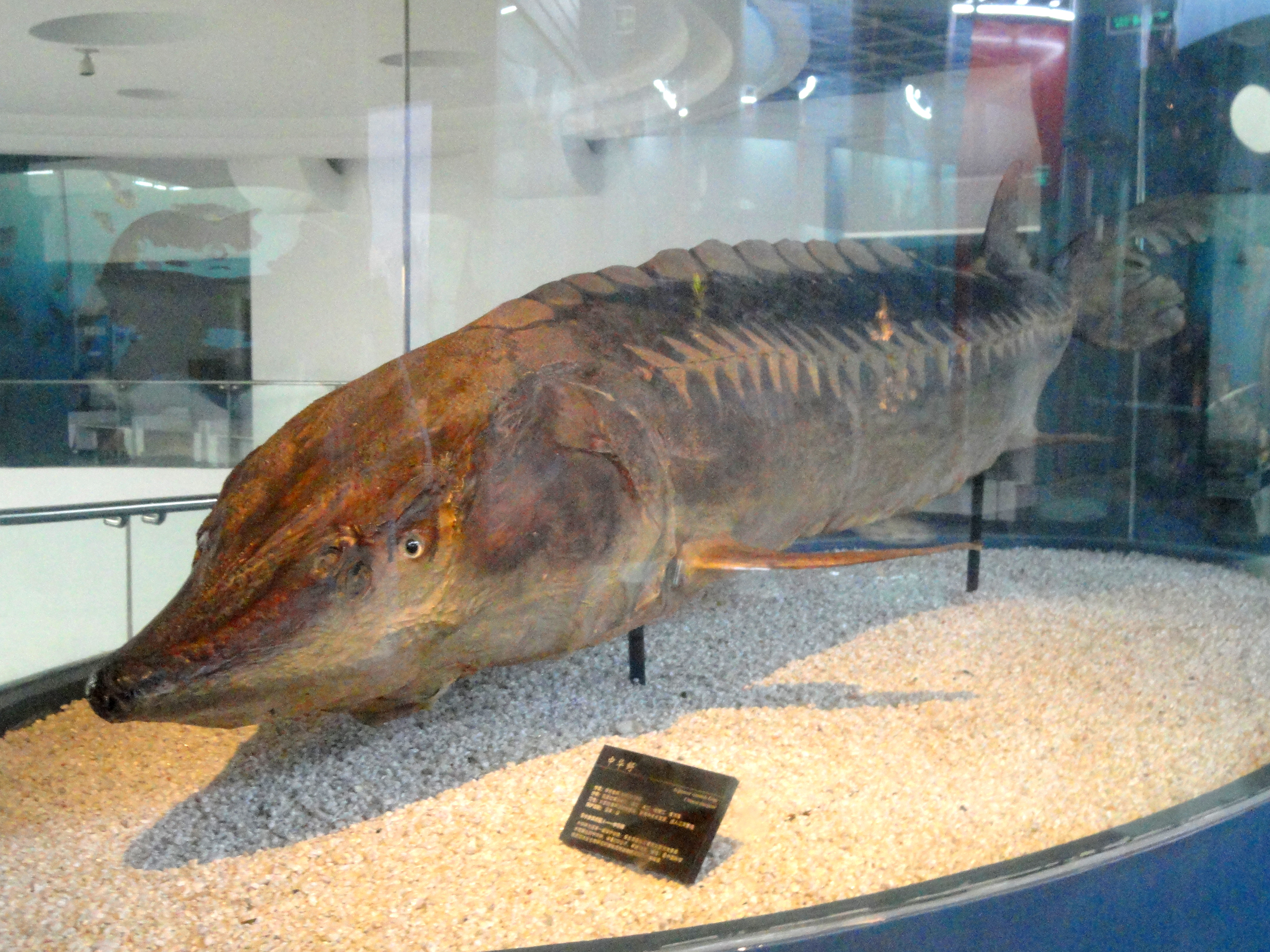
Chinesischer Stör (Acipenser sinensis)

Das "Museum für den Chinesischen Stör" (中华鲟博物馆 / 中華鱘博物館 Zhōnghuá xún bówùguǎn) wurde 1993 als Teil des „Forschungsinstitut für den Chinesischen Stör“ (中华鲟研究所 / 中華鱘研究所 Zhōnghuá xún yánjiūsuǒ) in Yichang am Jangtsekiang eröffnet. Es befindet sich im sogenannten „Stör-Park“ (鲟园 / 鱘園 xún yuán) auf der Insel Xiaoxita des Huangbai-Flusses. Der Fluss mündet oberhalb der Gezhouba-Talsperre innerhalb der Stadt Yichang in den Jangtsekiang. 
Die Aufgabe des Museums ist es, die Bemühungen zum Erhalt des vom Aussterben bedrohten Chinesischen Störs (Acipenser sinensis) einer breiten Öffentlichkeit darzustellen und ein Bewusstsein für die Notwendigkeit des Umweltschutzes zu erwecken.
Im Park mit einer Fläche von etwa 20.000 m² liegen neben dem eigentlichen Störmuseum und einem Becken mit großen Chinesischen Stören noch Häuser für den Schwertstör (Psephurus gladius), den bedrohten China-Alligator (Alligator sinensis) und den Chinesischen Riesensalamander (Andrias davidianus).
Im Museumsareal wird ein Zuchtzentrum für Chinesische Störe betrieben. Diese Fischart lebt schon seit der Zeit der Dinosaurier, also etwa 140 Millionen Jahre, auf der Erde. Im 2015 wurde der Chinesische Stör durch das IUCN als Kritisch gefährdet bezeichnet.